# Transeius malovi
Transeius malovi är en spindeldjursart som först beskrevs av Beglyarov 1981.  Transeius malovi ingår i släktet Transeius och familjen Phytoseiidae. Inga underarter finns listade i Catalogue of Life.